# Мултан (Росія)
Мулта́н (рос. Мултан) — присілок (колишнє селище) в Кізнерському районі Удмуртії, Росія.
Населення становить 5 осіб (2010, 17 у 2002).
Національний склад (2002):
- росіяни — 53 %
- удмурти — 35 %

## Господарство
В присілку розташована залізнична платформа Мултан на залізниці Казань-Єкатеринбург.
Урбаноніми:
- вулиці — Дачна, Залізнична, Лучна, Райдужна